# Corycium nigrescens
Corycium nigrescens är en orkidéart som beskrevs av Otto Wilhelm Sonder. Corycium nigrescens ingår i släktet Corycium, och familjen orkidéer. Inga underarter finns listade i Catalogue of Life.